# Spacewatch
| LINEAR NEAT Spacewatch LONEOS | Catalina Sky Survey Pan-STARRS NEOWISE otros |

Número de NEOs detectados en varios proyectos.

Spacewatch es un proyecto de la Universidad de Arizona que se especializa desde 2011 en la búsqueda de planetas menores, incluyendo varios tipos de asteroides y cometas. El director del proyecto es Robert S. McMillan. Fue promovido desde 1980 por Tom Gehrels y McMillan.
Spacewatch descubrió un satélite de Júpiter, ahora llamado Calírroe, que originalmente fue considerado por error como un asteroide. Otros notables descubrimientos han sido (5145) Folo, (20000) Varuna, 1998 KY26, (35396) 1997 XF11, (48639) 1995 TL8, 9965 GNU, 9885 Linux, (9882) Stallman, (9793) Torvalds, (60558) Echeclus, 1994 CC, C/1992 J1, (174567) Varda y 2013 BS45. El proyecto también ha logrado redescubrir el asteroide (719) Albert y logrado encontrar el cometa periódico 125P/Spacewatch.